# Ramona Young
Ramona Young, född 23 maj 1998 i Los Angeles, är en amerikansk skådespelare.
Young har bland annat medverkat i TV-serierna Z Nation (2016-2018), Legends of Tomorrow (2018-2020) och Never Have I Ever (2020-2022). Hon har även medverkat i filmen Ruby – Havsmonstret från 2023.

## Filmografi (i urval)
- 2016-2018: Z Nation
- 2018-2020: Legends of Tomorrow
- 2020-2022: Never Have I Ever
- 2023: Ruby – Havsmonstret